# Люси Лий
Люси Лий (на английски: Lucy Lee) е артистичен псевдоним на чешката порнографска актриса Адела Уригова (Adela Urygova), родена на 10 април 1984 г. в град Кърнов, Чехословакия, днешна Чехия.

## Кариера
След като завършва училище се премества в Прага, Чехия и първоначално се снима като гол модел и в еротични сцени, след което се насочва към порнографията.
Дебютира като актриса в порнографската индустрия през 2002 г., когато е на 18-годишна възраст. Прави сцени предимно с анален секс. Има и сцени с двойно вагинално проникване и двойно анално проникване.
През 2010 г. приключва кариерата си в порното. В следващите години работи като сервитьорка и касиер в бар, а понякога се снима като еротичен модел и позира гола за еротични сайтове и за художници в художествено училище.

## Награди и номинации
- 2004: Номинация за AVN награда за жена чуждестранен изпълнител на годината.[3]
- 2004: Номинация за AVN награда за най-добра анална секс сцена (видео).
- 2004: Номинация за AVN награда за най-добра секс сцена с тройка (видео) – Chasing the Big Ones 16 (с Марк Антъни и Джъстин Слейър).
- 2004: Номинация за AVN награда за най-добра секс сцена в чуждестранна продукция – Euro Angels: Hardball 19.
- 2004: Номинация за Европейска X награда на Брюкселския международен фестивал на еротиката за най-добра актриса на Чехия.[4]